# آنا ساواي
آنا ساواي (باليابانية: アンナ・サワイ) (مواليد 11 يونيو 1992) هي ممثلة ومغنية وراقصة نيوزيلندية. حصلت على أول دور تمثيلي لها في سن 11 عامًا كشخصية مميزة في إنتاج شبكة تلفزيون نيبون لعام 2004 لمسلسل آني بعد فترة وجيزة من انتقالها إلى اليابان. ظهرت ساواي لاحقًا في فيلمها الأول بدور كيريكو في فيلم فنون الدفاع عن النفس الجديد لجيمس ماكتيج لعام 2009 قاتل النينجا.

## الأعمال

### أفلام
- قاتل النينجا (2009)
- السريع والغاضب 9 (2021)

### مسلسلات
- باتشينكو (2022–مستمر)
- العاهل: تراث الوحوش (2023–مستمر)
- شوغون (2024)